# Manuel de Bofarull i de Sartorio
Manuel de Bofarull i de Sartorio   (Barcelona, 1816 - Barcelona, 26 de novembre de 1892), fou un arxiver i historiador català.

## Biografia
Fill del també arxiver Pròsper de Bofarull i Mascaró, de la família reusenca ennoblida dels Bofarull (vegeu Palau Bofarull), estudià lleis a la Universitat de Cervera i es llicencià als Estudis Generals de Barcelona. El 1849 succeí son pare com a director de l'Arxiu de la Corona d'Aragó, on ja tenia experiència com a oficial i sotsarxiver.

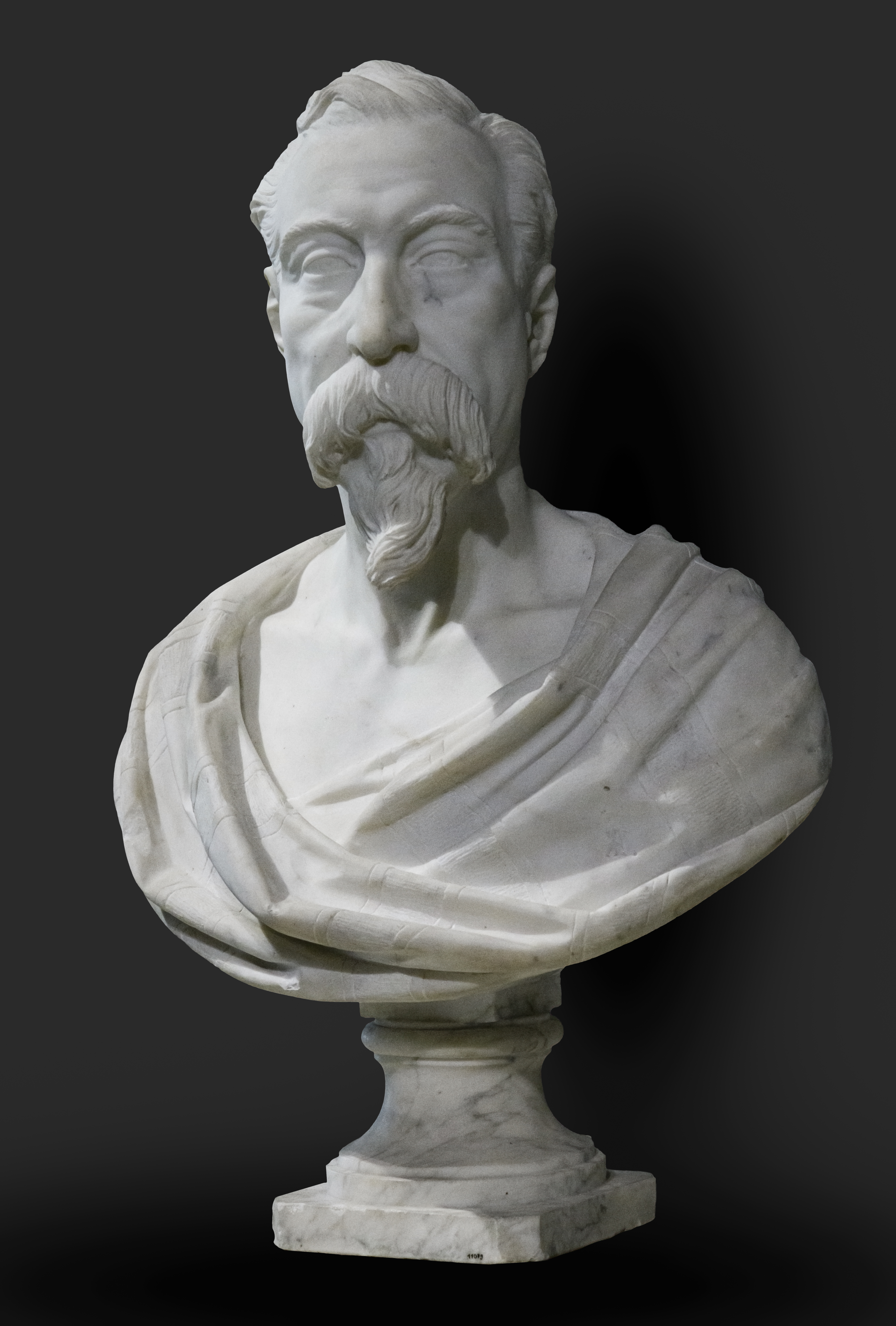
Retrat degut a Agapit Vallmitjana Barbany - Museu Nacional d'Art de Catalunya

Inaugurà el nou local de l'arxiu a l'antic Palau del Lloctinent, el 1853, després de moltes dificultats i gràcies a l'aportació econòmica (50.000 ptes.) de tot Catalunya.
Des del 1860 prosseguí la Colección de Documentos Inéditos del Archivo General de la Corona de Aragón (CODOINACA), iniciada per son pare, de la qual se'n van publicar 23 volums sota la seva direcció, sumant un total de 42 volums.
Vocal de la Comissió de Monuments històrics i artístics, incorporà a l'arxiu 6.506 volums procedents de les biblioteques dels convents i monestirs suprimits. Dirigí la restauració del claustre del Monestir de Sant Cugat. Va ser membre de l'Academia de la Historia de Madrid i d'altres entitats espanyoles i estrangeres. Es va casar amb Rosa Sans i va ser pare del també arxiver Francesc de Bofarull i Sans.

## Obres[3]
- Colección de documentos inéditos del Archivo General de la Corona de Aragón (Va dirigir la publicació de 23 dels 42 volums)
- Opúsculos inéditos del cronista catalan Pedro Miguel Carbonell: ilustrados y precedidos de su biografia documentada (1864-1865)
- Opúsculos inéditos del cronista catalán Pedro Miguel Carbonell (1864)
- Proceso contra el rey de Mallorca D. Jaime III, mandado formar por el rey D. Pedro IV de Aragón (1866)
- Proceso contra Bernardo de Cabrera: mandado formar por el rey D. Pedro IV de Aragón (1867)
- Proceso contra el último conde de Urgel y su familia (1868)
- Guerra entre Castilla, Aragón y Navarra: compromiso para terminarla: año 1431 (1869)
- Funerals dels Reys d'Aragó á Poblet (1866)
- El Registro del Merino de Zaragoza, el caballero Gil Tarín: 1291-1312 (1889)
- Proverbis árabes: extrets d'un manuscrit català del sigle XIV (1891)